# Неклюдовский
Неклюдово — посёлок в составе Глотовского городского поселения Инзенского района Ульяновской области.

## География
Находится на расстоянии примерно 19 километров на востоко-северо-восток по прямой от районного центра города Инза.

## История
В 1913 году было 192 жителя и лесопильный завод торгового дома «А. Ф. Карпов и Сыновья». В 1990-е годы работал СПК «Неклюдовский» и спиртозавод.

## Население
Население составляло 481 человек в 2002 году (русские 85 %), 313 по переписи 2010 года.